# 中庄仔福德宮
25°03′34″N 121°31′44″E / 25.059429°N 121.528986°E
中庄仔福德宮全名為財團法人台北市中庄仔福德宮，為位於台灣台北市吉林路，為主祀福德正神之道教廟宇。該廟宇興建於1941年，為位於台北中山區的之仿古建築。另外，該廟宇的組織型態為財團法人制，祭典日期則是每年農曆之二月初二。